# Таунсенд, Питер Вулдридж
Питер Вулдридж Таунсенд (англ. Peter Wooldridge Townsend; 1914—1995) — полковник Королевских ВВС Великобритании. Прославился в Битве за Британию, сбив в составе эскадрильи первый немецкий бомбардировщик над территорией Англии.
Всего сбил 9 самолётов лично и 2 в составе группы.
В 1944 году получил почётную должность шталмейстера при дворе Георга VI. В послевоенные годы его имя в основном известно из-за широко освещавшейся в прессе романтической связи с принцессой Маргарет.
В виду этого правительством было принято решение отправить Таунсенда с дипломатической миссией в Брюссель на два года, подальше от принцессы и двора. Несмотря на это, Таунсенд и Маргарет продолжали поддерживать отношения, регулярно созваниваясь по телефону. В октябре 1955 года, после возвращения полковника в Лондон и по достижении принцессой 25-летия (когда она могла согласно закону не просить разрешения монарха о вступлении в брак), было объявлено о прекращении их отношений.
В 1959 году Таунсенд женился на 20-летней бельгийке Мари-Люс Джаман, в браке с которой родились две дочери и сын. Таунсенд умер от рака желудка в 1995 году в Сен-Леже-ан-Ивелине, Франция, в возрасте 80 лет.